# Asthenolabus wadai
Asthenolabus wadai är en stekelart som först beskrevs av Tohru Uchida 1935.  Asthenolabus wadai ingår i släktet Asthenolabus och familjen brokparasitsteklar. Inga underarter finns listade.